# Stadionplein

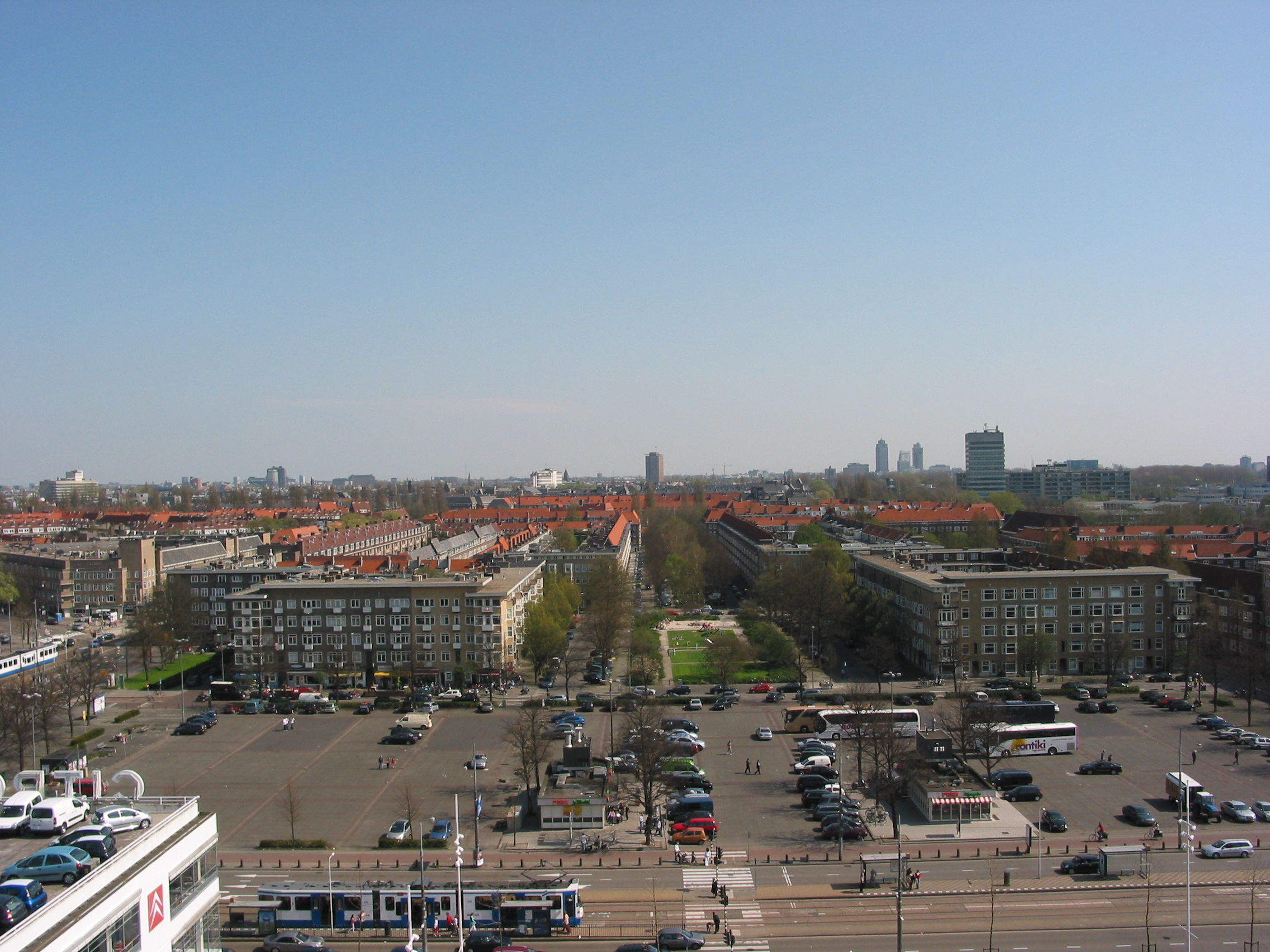
Stadionplein, gezien vanaf de Marathontoren in de richting van de Van Tuyll van Serooskerkenweg; 2009. Het parkeerterrein is inmiddels grotendeels bebouwd.

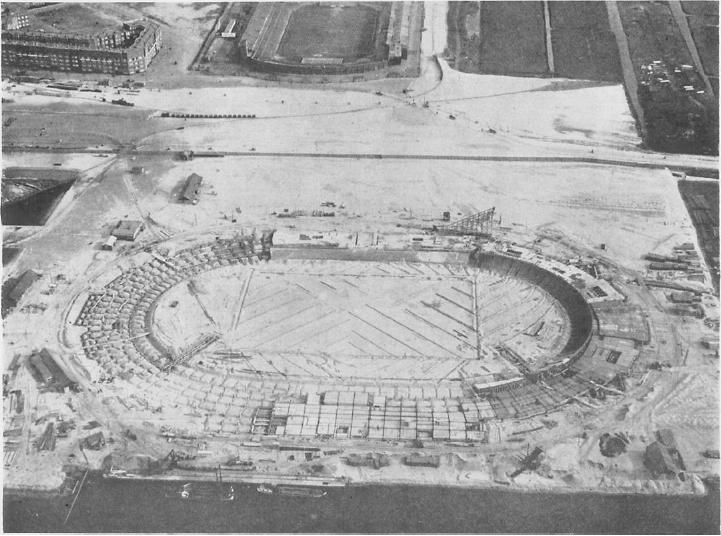
De aanleg van het Stadionplein en het Olympisch Stadion. In de achtergrond het stadion van Harry Elte met links een gedeelte van de Stadionbuurt; 1927.

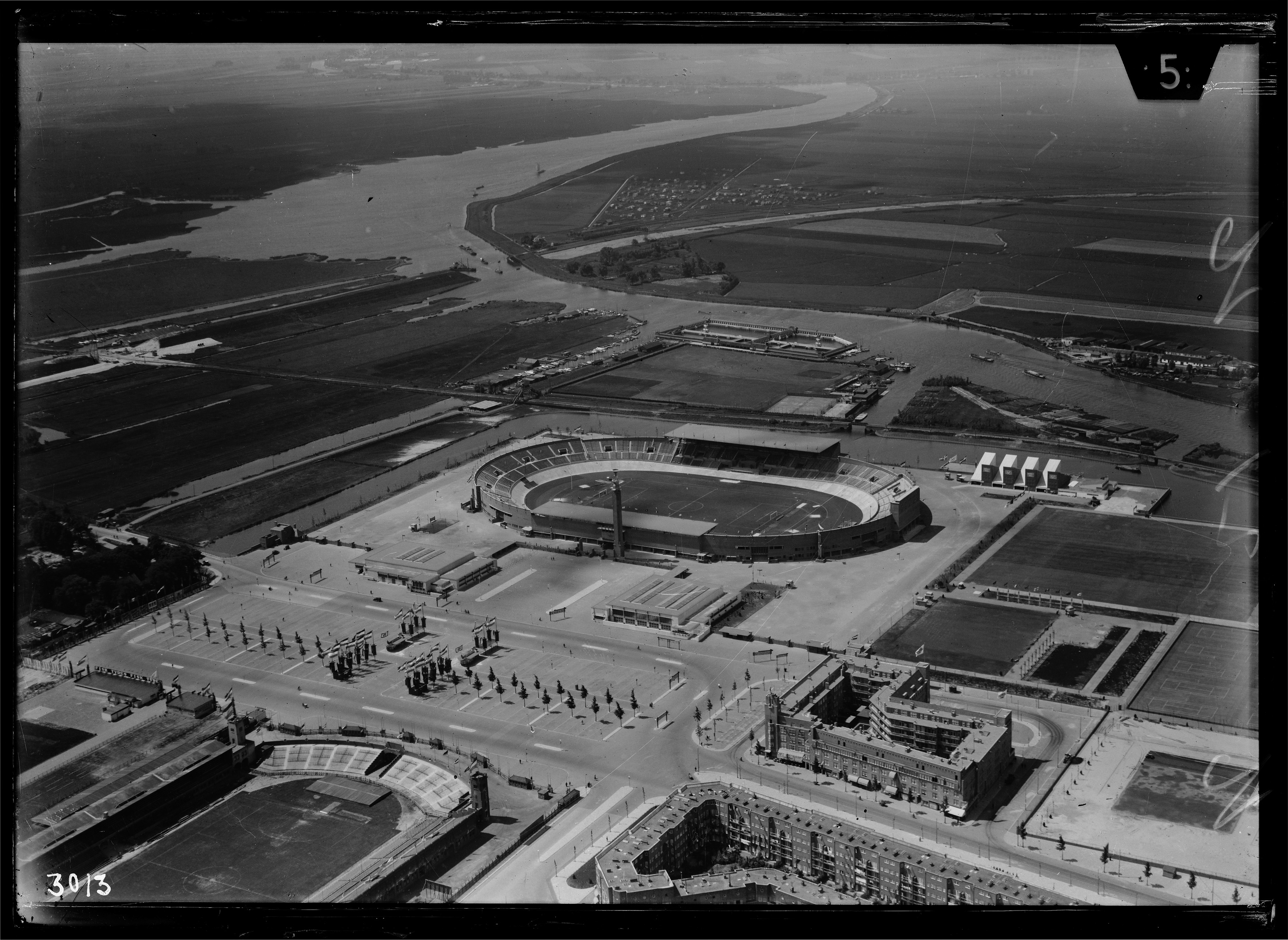
Luchtfoto van het Stadionplein en het Olympisch Stadion, gezien naar het zuidwesten. Linksonder het oude stadion (Het Nederlandsch Sportpark) uit 1914. Op de achtergrond het Nieuwe Meer; 1928. Luchtvaartafdeeling, 1920-1940.

Het Stadionplein is een plein in Amsterdam-Zuid, dat in de jaren twintig van de twintigste eeuw werd aangelegd op het kruispunt van de Stadionweg en de Amstelveenseweg om het autoverkeer naar het terrein van de Olympische Zomerspelen 1928 in Amsterdam beter te kunnen beheersen. Het ligt op de grens van het Plan Zuid van H.P. Berlage en het meer modernistisch ontworpen ensemble van het Olympisch Stadion en de Citroëngebouwen van Jan Wils. In tegenstelling tot wat vaak wordt gedacht, heeft Berlage zelf dit gedeelte niet ontworpen; dit heeft te maken met de komst van de Olympische Spelen.
Het Stadionplein ligt in de Stadionbuurt, die in 1990 werd ingedeeld bij Stadsdeel Amsterdam-Zuid, in 1998 bij Stadsdeel Amsterdam Oud-Zuid, en in 2010 bij Stadsdeel Zuid. De straten in de omgeving zijn genoemd naar begrippen die met de Olympische Spelen en andere begrippen uit het oude Griekenland te maken hebben.
Midden op het plein waren van 1971 tot 2013 een tweetal filialen van Febo gevestigd in een tweetal voormalige kaartverkoophuisjes van het Olympisch Stadion. Door de herontwikkeling van het plein moesten ze na 42 jaar verdwijnen. Na de oplevering van de nieuwbouw in 2017 keerde het filiaal terug, maar niet meer als vrijstaand gebouw. Er was een tijdelijk gebouw voor Febo aan de Laan der Hesperiden.
Op zaterdag is er op het plein een kleine markt, die tussen 2013 en 2017 vanwege herinrichting van het plein verplaatst was naar de nabijgelegen Marathonweg.
De Gemeente Amsterdam heeft het voornemen gehad om het Stadionplein in 2018 om te dopen tot het Johan Cruijffplein, maar na protest van buurtbewoners kwamen onzorgvuldigheden in de besluitvorming aan het licht, waarna men hier uiteindelijk van af heeft gezien.
In diezelfde tijd werd gebouwd aan het kunstwerk 11 Rue Crubellier van Matthew Darbyshire.

## Olympisch Stadion
|  |
|  |
|  |

Het meest in het oog springende gebouw aan de Stadionplein is het Olympisch Stadion. Het plein is echter vernoemd naar het eerdere stadion, ontworpen door architect Harry Elte dat tussen 1914 en 1929 op de plaats van de huidige Jason- en Argonautenstraat stond. Het Olympisch Stadion werd door architect Jan Wils gebouwd voor de Olympische Spelen van 1928. Tussen het Olympisch Stadion en het Stadionplein staat de Garage Citroën uit 1931 die eveneens door Jan Wils werd ontworpen. In 1962 werd de Tweede Citroëngarage gebouwd, ook weer naar ontwerp van Jan Wils. Deze staat op de lijst van 90 topmonumenten uit de periode 1959-1965.

## Olympisch Kwartier
Het Olympisch Kwartier aan de noordwestkant van het plein is gebouwd op de plaats van vroegere sportvelden en de Frans Ottenhal. Tussen 2005 en 2008 werden hier in totaal ruim 900 woningen opgeleverd. Ten tijde van de bouw was het de grootste nieuwbouwlocatie binnen de Ring A10. Het stedenbouwkundige plan en de architectuur zijn gebaseerd op de Amsterdamse School en de ideeën van Berlage. De zes nieuwe gesloten bouwblokken zijn ontworpen door architectenbureaus als Mulleners & Mulleners (langs de Afroditekade), Lafour en Wijk (langs de binnenstraten) en Rudy Uytenhaak (langs de Laan der Hesperiden). In verband met de bouw van deze wijk is een deel van het Stadionplein hernoemd tot Laan der Hesperiden.

## Openbaar vervoer op het Stadionplein
De tramlijnen 6 en 23 werden in 1928 over de Amstelveenseweg verlengd vanaf het Haarlemmermeerstation naar het Stadionplein. De trams hadden hier een keerlus over de (toenmalige) Stadionstraat (tegenwoordig Eosstraat en Hestiastraat), tot een eindpunt aan dat deel van het Stadionplein dat tegenwoordig Laan der Hesperiden heet. In 1948 kwam lijn 1 ervoor in de plaats. In 1971 werd lijn 1 verlegd naar Osdorp en werd lijn 16 verlengd vanaf het Haarlemmermeerstation naar het Stadionplein. In 1977 kwam de nieuw in dienst gestelde lijn 6 er weer bij (tot 2002). In 2003 kwam de verlenging van 16 via de Amstelveenseweg naar de De Boelelaan tot stand. In 2004 is lijn 6 er weer even bij gekomen, om in 2006 definitief te verdwijnen. In verband met de nieuwbouw van het Olympisch Kwartier en de aanleg van de Laan der Hesperiden is de tramlus na 2003 verwijderd.
Sinds 1929 rijdt tramlijn 24 over de Stadionweg tot aan de Olympiaweg bij het Stadionplein. Sinds 2006 rijdt ook deze lijn door naar de De Boelelaan. Tramlijn 16 werd op 22 juli 2018 opgeheven. Daarnaast rijden er twee reguliere buslijnen van het GVB en twee van Connexxion over het plein.

## Andere steden
Ook Emmen, Nijmegen, Leeuwarden, Maastricht en Zwolle hebben een Stadionplein. 